# Jelena Alexandrowna Danilowa
Jelena Alexandrowna Danilowa (russisch Елена Александровна Данилова, englische Transkription Elena Danilova; * 7. Februar 1991) ist eine ehemalige russische Duathletin und Triathletin. Sie ist Mitglied der russischen Nationalmannschaft.

## Werdegang
2010 gewann Jelena Danilowa als 19-Jährige in Frankreich die Junioren-Europameisterschaft auf der Duathlon-Sprintdistanz.
Im August 2013 wurde Jelena Danilowa russische Staatsmeisterin auf der Triathlon-Kurzdistanz und sie konnte sich diesen Titel 2017 und 2018 erneut sichern.
2014 wurde sie U23-Europameisterin Triathlon. Im September 2015 wurde sie in Chicago Vize-Weltmeisterin Aquathlon. Im Rahmen der ITU-Weltmeisterschaftsserie 2016 belegte sie den 64. Rang.
Bei der Militärweltmeisterschaft in Lidköping (Schweden) gewann Jelena Danilowa 2018 die Einzelwertung der Frauen und erzielte mit ihrem Team die Silbermedaille.
Im Oktober 2019 wurde sie Zweite bei der CISM Militär-Weltmeisterschaft Triathlon.
In der Saison 2020 startete Danilowa auch für das deutsche EJOT Team TV Buschhütten.
Seit 2020 tritt Jelena Danilowa nicht mehr international in Erscheinung.

## Sportliche Erfolge
| Datum/Jahr    | Rang | Wettbewerb                                                  | Austragungsort      | Zeit     | Bemerkung                                               |
| ------------- | ---- | ----------------------------------------------------------- | ------------------- | -------- | ------------------------------------------------------- |
| 5. Sep. 2020  | 45   | ITU World Championship Series 2020                          | Hamburg             | 00:57:37 | Weltmeisterschaft                                       |
| 8. Aug. 2020  | 3    | RUS Triathlon National Championships                        | Almetyevsk          | 02:02:27 | hinter Anastasia Gorbunova                              |
| 22. Juni 2019 | 3    | RUS Triathlon National Championships                        | Penza               | 02:08:51 | hinter Alexandra Razarenova                             |
| 27. Okt. 2019 | 2    | CISM Militär-Weltmeisterschaft Triathlon                    | Wuhan               |          | Vize-Weltmeisterin hinter der Schweizerin Jolanda Annen |
| 30. Juni 2018 | 1    | RUS Triathlon National Championships                        | Yaroslavl           | 01:57:26 |                                                         |
| 17. Juni 2018 | 1    | CISM Militär-Weltmeisterschaft Triathlon                    | Lidköping           |          |                                                         |
| 3. Juni 2017  | 1    | RUS Triathlon National Championships                        | Izhevsk             | 02:16:44 |                                                         |
| 8. Apr. 2017  | 1    | ATU Sprint Triathlon African Cup and Pan Arab Championships | Scharm asch-Schaich | 01:08:21 |                                                         |
| 3. Mai 2015   | 1    | ETU Triathlon European Cup                                  | Antalya             | 02:00:14 |                                                         |
| 28. Juni 2014 | 1    | ETU Triathlon European Championship U23                     | Pensa               | 02:05:51 | U23-Europameisterin Triathlon                           |
| 18. Aug. 2013 | 1    | RUS Triathlon National Championships                        | Pensa               | 02:05:10 |                                                         |
| 2. Sep. 2012  | 3    | ETU Triathlon European Championship U23                     | Aguilas             |          | hinter der Französin Alexandra Cassan-Ferrier           |
| 19. Aug. 2012 | 1    | ITU Triathlon European Cup                                  | Pensa               | 02:07:18 |                                                         |
| 1. Juli 2010  | 1    | ETU Triathlon European Championships Mixed Junior Relay     | Athlone             | 00:21:08 | gemischte Staffel                                       |

| Datum/Jahr   | Rang | Wettbewerb                                      | Austragungsort | Zeit     | Bemerkung                                               |
| ------------ | ---- | ----------------------------------------------- | -------------- | -------- | ------------------------------------------------------- |
| 1. Mai 2010  | 1    | ETU Duathlon European Championship Sprint       | Nancy          | 00:55:01 | Junioren-Europameisterin auf der Duathlon-Sprintdistanz |
| 23. Mai 2009 | 8    | ETU Duathlon European Championship Junior Women | Budapest       | 01:05:57 |                                                         |

| Datum/Jahr    | Rang | Wettbewerb                        | Austragungsort | Zeit | Bemerkung                                                      |
| ------------- | ---- | --------------------------------- | -------------- | ---- | -------------------------------------------------------------- |
| 16. Sep. 2015 | 2    | ITU Aquathlon World Championships | Chicago        |      | Vize-Weltmeisterin hinter ihrer Landsfrau Anastasia Abrosimova |

(DNF – Did Not Finish)